# Гархинг-бай-Мюнхен

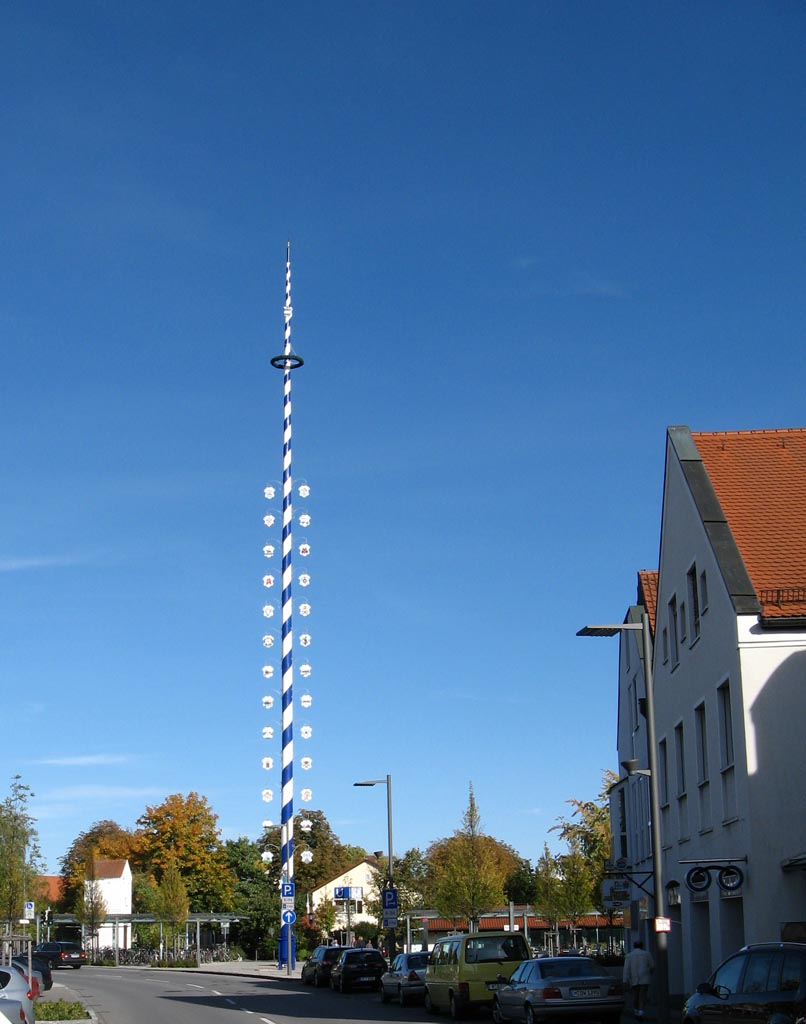
Центр Гархинга, вид на «майское дерево»

Гархинг-бай-Мюнхен (нем. Garching bei München) — город (с 1990 года) в районе Мюнхен федеральной земли Бавария. На юге Гархинг-бай-Мюнхен граничит с Мюнхеном.

## Наука и образование
На севере Гархинга находится научный городок (нем. Forschungsgelände), где расположены многие научно-исследовательские институты и высшие учебные заведения. В Гархинге расположены филиалы Мюнхенского университета Людвига-Максимилиана и Мюнхенского технического университета (большая часть факультетов находится в Гархинге). По этой причине Гархинг имеет статус университетского города (с 1997 года). Также там расположен один из двух имеющихся в Германии токамаков, принадлежащий расположенному там Институту физики плазмы Общества Макса Планка и ускоритель элементарных частиц, принадлежащий мюнхенским университетам. В научном городке находится головной офис Европейской южной обсерватории, Институт квантовой оптики Общества Макса Планка, одним из директоров которого является Теодор Хенш (Нобелевская премия 2005 года) и многие другие научно-исследовательские институты.

## Транспорт

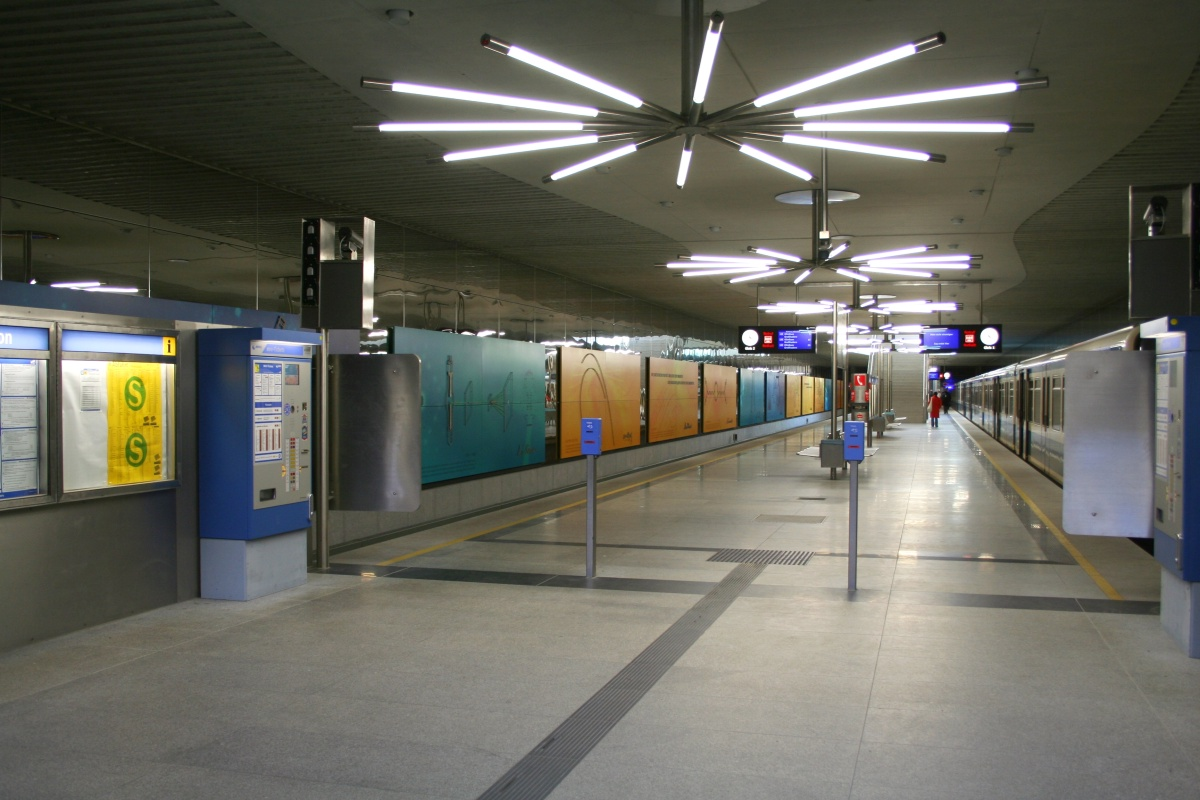
Конечная станция U6 Garching-Forschungszentrum (Гархинг — исследовательский центр)

Гархинг расположен около автобана А9. В 2006 году построены ещё две станции линии U6 Мюнхенского метрополитена, связавшие Мюнхен с научным городком в Гархинге. Кроме того, Гархинг обслуживает автобусная сеть, связывающая его с Мюнхеном и окружающими городами и сёлами.

## Районы
Город разделен на 4 части:
- Гархинг (Garching)
- Дирнисманинг (Dirnismaning)
- Хохбрюкк (Hochbrück)
- Хохшуль (Hochschul), в котором находится «Исследовательский центр — Forschungszentrum» (Университет и учебный центр)

## Образовательные и исследовательские институты
В Гархинге расположены несколько научно-исследовательских и образовательных организаций:
- факультеты Мюнхенского технического университета (TUM)
  - Институт полупроводниковой физики и инженерии (Институт имени Вальтера Шоттки)[1]
  - исследовательский реактор FRM-II
  - физический факультет[2]
  - химический факультет[3]
  - механическая инженерия[4]
  - математика[5]
  - компьютерные науки[6]

- Общество Макса Планка:
  - Институт астрофизики Общества Макса Планка (MPA)
  - Институт внеземной физики Общества Макса Планка (MPE)
  - Институт физики плазмы Общества Макса Планка (IPP)
  - Институт квантовой оптики общества Макса Планка (MPQ)

- Часть физического факультета Мюнхенского университета Людвига-Максимилиана (LMU)
- Штаб-квартира Европейской южной обсерватории (ESO)
- Федеральный исследовательский институт продовольственной химии (DFA)
- Институт Вальтера Майснера (WMI) Баварской академии наук (физика низких температур)[7]
- Баварский центр прикладных исследований энергетики (ZAE)
- НИИ безопасности реакторов[8]
- Международный исследовательский центр Дженерал Электрик
- Вычислительный центр имени Лейбница  Баварской академии наук
- Исследовательский центр и фабрика BMW M